# Asilus viridescens
Asilus viridescens là một loài ruồi trong họ Asilidae. Asilus viridescens được Villers miêu tả năm 1789. Loài này phân bố ở vùng Cổ Bắc giới.